# Telefomin
Telefomin est une petite ville située à la limite de la frontière de la Province ouest de la Papouasie-Nouvelle-Guinée et de la province de Sandaun en Nouvelle-Guinée occidentale. Elle a été fondée durant la Seconde Guerre mondiale et fut utilisée comme base américaine contre l'armée impériale japonaise en Nouvelle-Guinée. 
La rivière Sepik coule au d'ouest en est au sud de la ville. Celle-ci possède un musée contenant des fossiles trouvés dans la région.
Les habitants de Telefomin sont connus pour l'utilisation d'énormes masques coniques lors de cérémonies de guérison et pour leurs sculptures de grands tableaux traditionnelles ornant les entrées de leurs maisons. 
La ville possède un aéroport. Elle est située à 780 km de la capitale Port Moresby.